# Lubiąż
Lubiąż (česky též Lubuš, německy Leubus) je obec (v letech 1249–1844 město) v Polsku. Nachází se v Dolnoslezském vojvodství, v obci Wołów ve stejnojmenném okrese, na přechodu přes řeku Odru, 54 km od Vratislavi.
V letech 1954–1972 patřila obec do gromady Lubiąż a byla jejím hlavním sídlem. V letech 1973–1977 bylo město sídlem obce Lubiąż. V letech 1945–1998 město spadalo do Vratislavského vojvodství.

## Historie
V roce 1163 se zde jako první ve Slezsku usadil cisterciácký řád. Toho dosáhl kníže Boleslav I. Vysoký. V roce 1212 získala osada Lubiąż, která se nacházela 2 km severně od kláštera, právo prodávat klášterní výrobky a v roce 1249 byla povýšena na město. Současně se kolem kláštera vyvinula samostatná venkovská osada. Obě města měla oddělené administrativní členění a byla známá jako Leubus Städtel (městečko Lubuš) a Leubus Dorf (vesnice Lubuš) až do jejich sloučení ve 20. století.

### Název
První zmínka o městě jako Lubens pochází z roku 1175. V pozdějších záznamech se týž název objevuje také ve 12-14. století, ve 13. století je zmíněno jako Lvbens, Lubes/Lubensis, v roce 1253 a kolem roku 1300 jako Lubicensis. Pod německým názvem Leubus se objevuje v letech 1284, 1292, 1329, 1601, 1787, 1845 a 1941. Objevují se také názvy Leubeys, Lubus, Leubes a konečně polský název Lubiąż po roce 1941 (adj. lubiąski 1946).
Název obce pochází z osobního jména Lubięga a vzniklo přidáním přípony -jь. Jméno bylo poněmčeno jako Lubens, později Leubus.

## Galerie

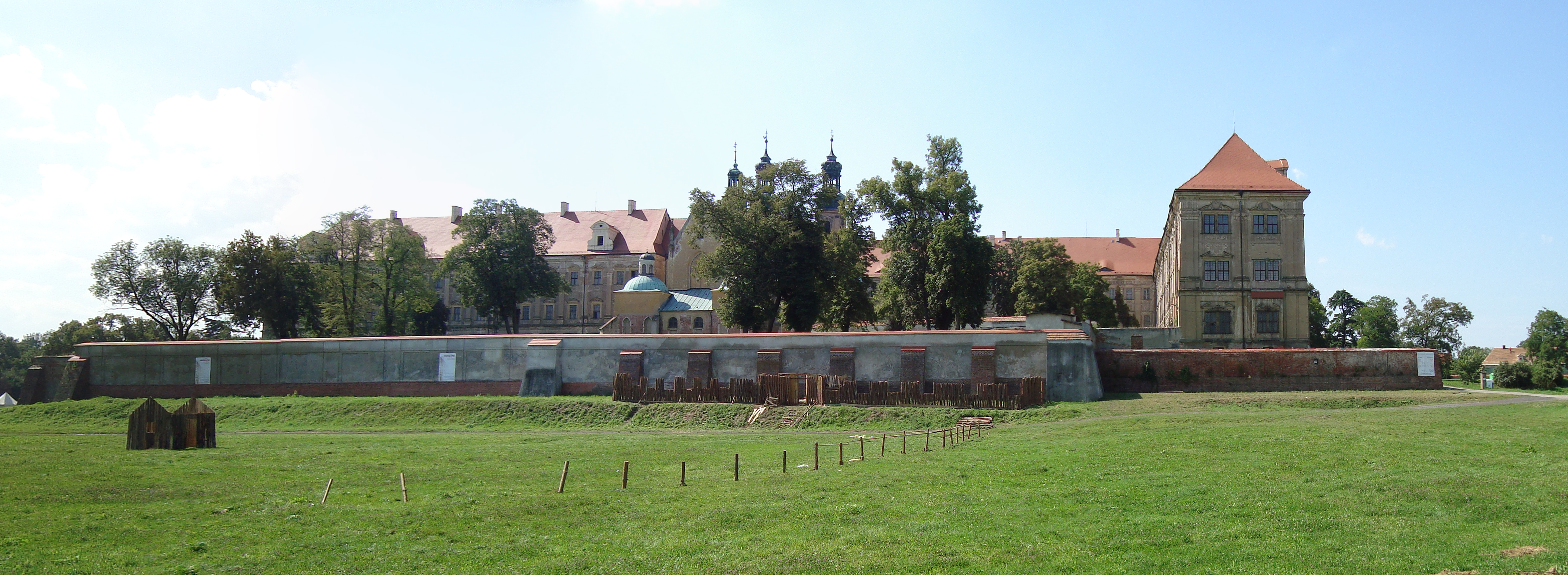
Lubiąż, pohled na opatství
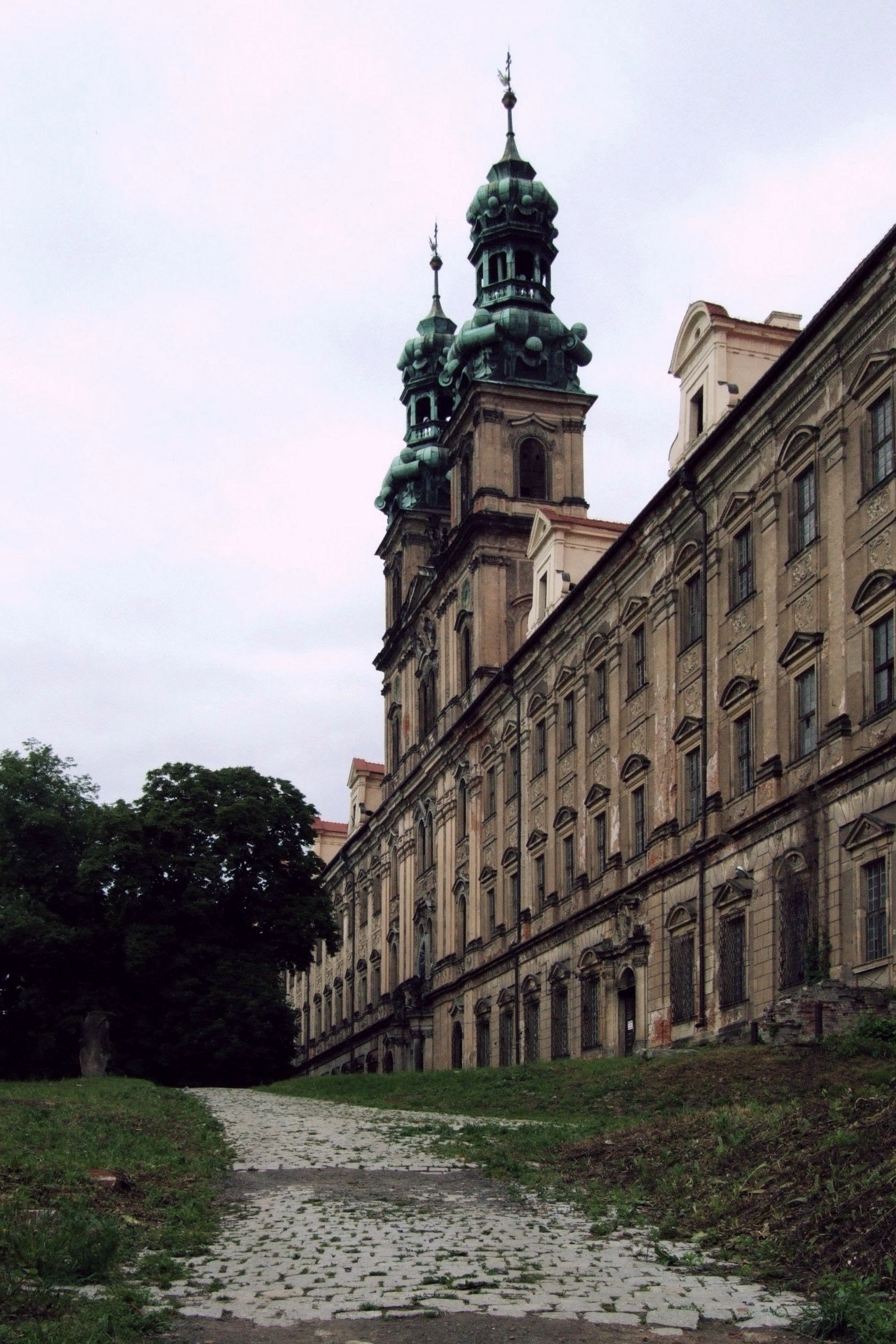
Opatství Lubiąż, hlavní průčelí
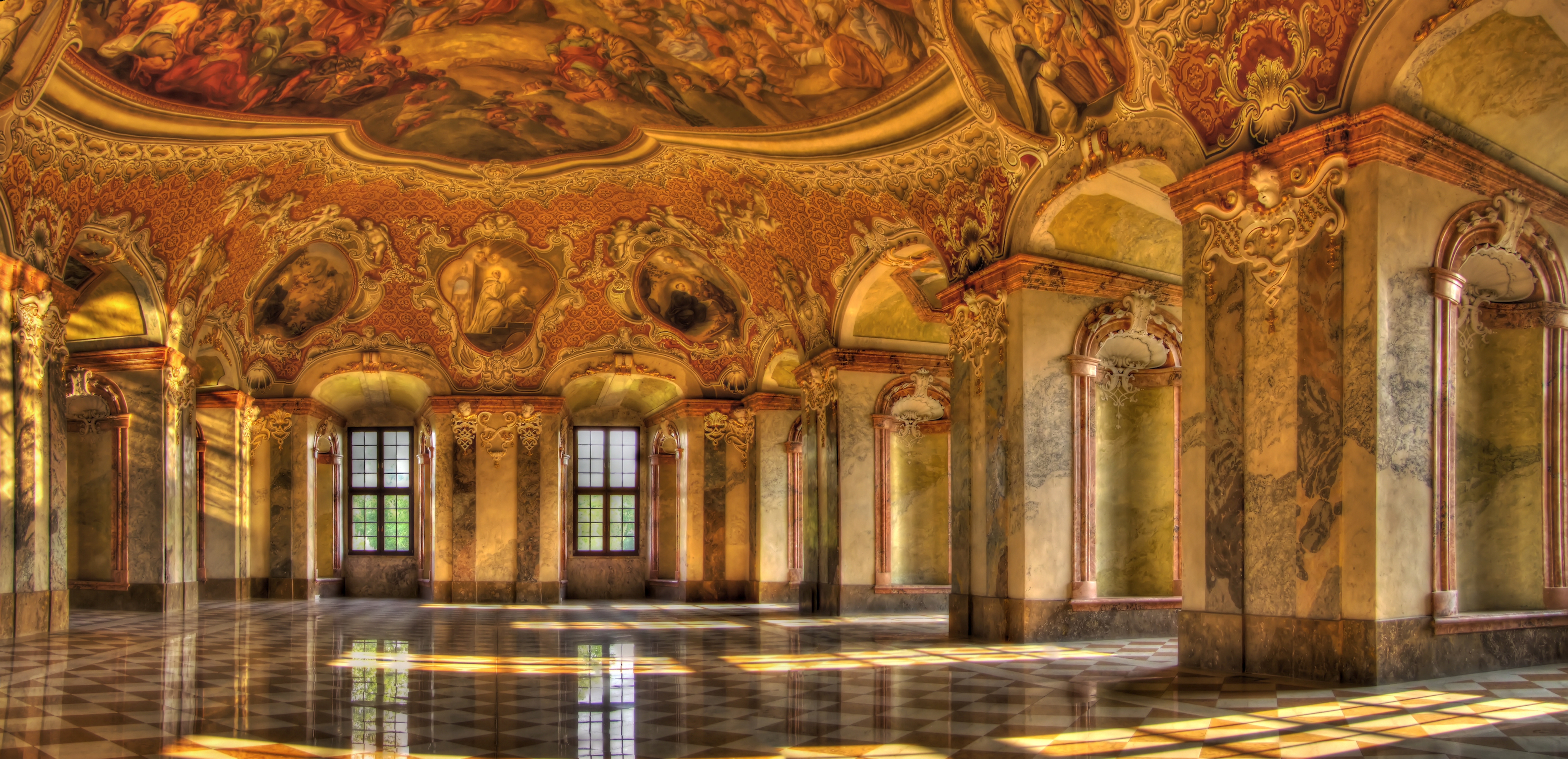
Klášterní refektář
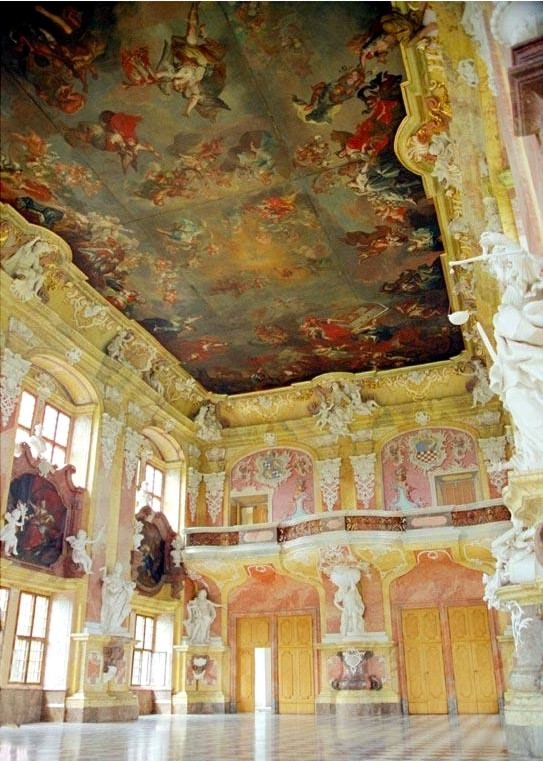
Princův sál
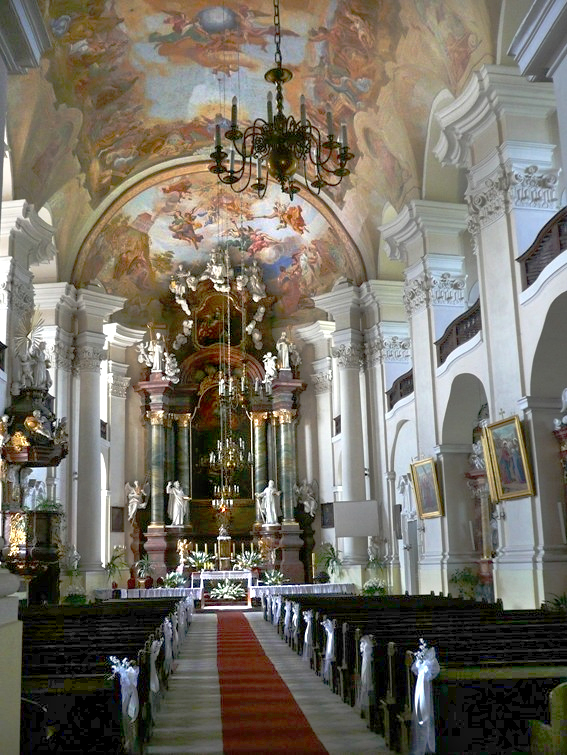
Kostel sv. Valentýna v Lubiążi, barokní interiér